# Belgische Gouden Schoen 1971
De verkiezing van de Belgische Gouden Schoen 1971 werd in 1972 gehouden. Erwin Vandendaele won deze voetbalprijs voor de eerste keer. Hij was de tweede speler van Club Brugge die de prijs in de wacht sleepte.

## De prijsuitreiking
Begin jaren 70 ontbolsterde Erwin Vandendaele volledig bij Club Brugge. De libero veroverde in 1970 de Beker van België met blauw-zwart en werd dat jaar ook voor het eerst geselecteerd voor de nationale ploeg. Hij was een vaste waarde bij blauw-zwart en een van de sterkhouders van het eerste elftal. Standard Luik had dan wel voor de derde keer op rij de titel veroverde in 1971, Club Brugge was dat jaar een terechte vicekampioen. De stemgerechtigden kozen daarom voor het eerst voor Erwin Vandendaele, en niet voor de vierde keer voor Wilfried Van Moer of Paul Van Himst.
Het was de eerste keer dat de volledige top 5 meer dan 100 punten verzamelde.

## Top 5
| Nr. | Land            | Naam              | Club(s)        | Punten |
| --- | --------------- | ----------------- | -------------- | ------ |
| 1.  | Vlag van België | Erwin Vandendaele | Club Brugge    | 265    |
| 2.  | Vlag van België | Paul Van Himst    | RSC Anderlecht | 225    |
| 3.  | Vlag van België | Christian Piot    | Standard Luik  | 194    |
| 4.  | Vlag van België | Wilfried Van Moer | Standard Luik  | 159    |
| 5.  | Vlag van België | Nico Dewalque     | Standard Luik  | 103    |

1954 · 
1955 · 
1956 · 
1957 · 
1958 · 
1959 · 
1960 · 
1961 · 
1962 · 
1963 · 
1964 · 
1965 · 
1966 · 
1967 · 
1968 · 
1969 · 
1970 · 
1971 · 
1972 · 
1973 · 
1974 · 
1975 · 
1976 · 
1977 · 
1978 · 
1979 · 
1980 · 
1981 · 
1982 · 
1983 · 
1984 · 
1985 · 
1986 · 
1987 · 
1988 · 
1989 · 
1990 · 
1991 · 
1992 · 
1993 · 
1994 · 
1995 · 
1996 · 
1997 · 
1998 · 
1999 · 
2000 · 
2001 · 
2002 · 
2003 · 
2004 · 
2005 · 
2006 · 
2007 · 
2008 · 
2009 · 
2010 · 
2011 · 
2012 · 
2013 · 
2014 · 
2015 · 
2016 · 
2017 ·
2018 ·
2019 ·
2020 ·
2022 ·
2023 ·
2024